# 藤原鳥養
藤原 鳥養（ふじわら の とりかい）は、奈良時代の貴族。藤原北家の祖である参議・藤原房前の長男。官位は従五位下。

## 経歴
天平元年（729年）正六位上から従五位下に叙せられる。これは弟・永手の叙爵（天平9年〔737年〕）より8年程早い事から、父・房前が20歳代前半であった、慶雲年間（704 - 708）の生まれの可能性が高い。
その後『六国史』等に鳥養に関する記述がない事から、次男・小黒麻呂が生まれた天平5年（733年）から程なくして早世したものと考えられている。なお、鳥養自身は五位に留まったが、子孫は藤原小黒麻呂以降3代に亘って公卿に昇っている。

## 系譜
『尊卑分脈』による。
- 父：藤原房前
- 母：春日倉老の娘
- 妻：大伴道足の娘
  - 男子：藤原塩麻呂
  - 男子：藤原小黒麻呂（733-794）
- 生母不詳の子女
  - 女子：藤原永手室